# (11473) Barbaresco
(11473) Barbaresco est un astéroïde de la ceinture principale.

## Description
(11473) Barbaresco est un astéroïde de la ceinture principale. Il fut découvert le 22 septembre 1982 à la station Anderson Mesa par Edward L. G. Bowell. Il présente une orbite caractérisée par un demi-grand axe de 2,63 UA, une excentricité de 0,25 et une inclinaison de 9,9° par rapport à l'écliptique.

## Compléments